# Чангеротти, Фернандо
Ферна́ндо Чангеро́тти (исп. Fernando Ciangherotti) (6 сентября 1959, Мехико, Мексика) — мексиканский актёр театра и кино. Фернандо Чангеротти является родным сыном известного мексиканского актёра Фернандо Лухана.

## Биография
Родился 6 сентября 1959 года в Мехико в семье Фернандо Лухана и Лауры Баэсы. Дебютировал в 1982 г. в теленовелле «Бьянка Видаль». Известность актёру принесла роль злодея-альфонса Альберто Сауседо в сериале «Моя вторая мама» (1989), после выхода которого актёр стал известен во всём мире, в том числе и в России.

### Личная жизнь
Фернандо Чангеротти был женат дважды:
- первой супругой актёра являлась актриса и певица Алехандре Авалос, но личная жизнь не сложилась, супруги развелись.
- второй и нынешней супругой актёра является Карла Бетанкур. Супруга подарила ему двое детей — сына Андреа-Франческо и дочь Аишу.

## Фильмография

### Сериалы киностудииTelevisa
- 1982 — Бьянка Видаль — доктор Гарсия
- 1986 — Марионетки — Густаво Альмада
- 1986 — Отец Гальо — Патрисио
- 1987 — Пятнадцатилетняя — Серхио Итуральде
- 1989 — Моя вторая мама — Альберто Сауседо (злодей)
- 1989 — Судьба — Себастьян
- 1992 — Мария Мерседес — Сантьяго дель Ольмо

### Сериалы киностудииTV Azteca
- 1997 — Волчица — Исмаэль
- 1998 — Сеньора — Серхио Бланка
- 2005 — Топ модель — Габриель Коссу